# سانک
سانک (به مجاری:  Szank) یک منطقهٔ مسکونی در مجارستان است که در ناحیه کیش‌کون‌مایشا واقع شده‌است. سانک ۷۴٫۸۳ کیلومتر مربع مساحت و ۲٬۶۲۲ نفر جمعیت دارد.